# 下山田綾華
下山田 綾華（しもやまだ あやか、 1988年12月28日 - ）は、日本の女性声優。神奈川県出身。賢プロダクション所属。

## 略歴
総合学園ヒューマンアカデミー卒業生、スクールデュオ11期生。

## 人物
特技・趣味はキャラクターデザイン、サントラ集め、ゲーム。小さい頃から兄とゲームをしてきた事もあり、周りが思っている以上にゲーム好き。
チャームポイントは小指の爪の小ささ。
「下山田の声には影がある」と言われ、それを自分らしさにし、どんな役でも自身の芝居になるよう尽力している。

## 出演
太字はメインキャラクター。

### テレビアニメ
2011年
- 銀魂'（少年A）
- 世界一初恋2（OL）

2012年
- 宇宙兄弟（女性記者、子供、女キャスター）
- 坂道のアポロン（女生徒、女子、女子生徒）
- LUPIN the Third -峰不二子という女-（アナウンス）

2013年
- アイカツ!（女性MC）
- IS 〈インフィニット・ストラトス〉2（京子）
- 義風堂々!! 兼続と慶次（女中）

2014年
- PSYCHO-PASS サイコパス 2（染水槇、CM）
- ノブナガン（壱与）

2015年
- GANGSTA（娼婦）
- 血界戦線（オズマルドの女）
- ジョジョの奇妙な冒険 スターダストクルセイダース（女性）
- ドラえもん（テレビ朝日版第2期）（主婦B、女性）
- ハッカドール THE あにめ〜しょん（隆幸）

2016年
- ジョーカー・ゲーム（女性の声）
- ファンタシースターオンライン2 ジ アニメーション（小学生）

2018年
- あまんちゅ!〜あどばんす〜（通行人）

2019年
- バミューダトライアングル 〜カラフル・パストラーレ〜（フラゼ、子マンタ）

2020年
- ふしぎ駄菓子屋 銭天堂（2020年 - 2021年、児童、小暮悠里）

2023年
- キボウノチカラ〜オトナプリキュア'23〜（生徒）

### Webアニメ
- 〈物語〉シリーズ オフ&モンスターシーズン（2024年、シルビア・シビア）

### ゲーム
- 倭人異聞録 〜あさき、ゆめみし〜（2008年、久々能[6]）
- イナズマイレブンGO2 クロノ・ストーン ネップウ/ライメイ（2012年、歓声 他）
- ガールズRPG シンデレライフ（2012年、ゆみ）
- アーマード・コア ヴァーディクトデイ（2013年、UNAC音声）
- アイカツ! My No.1 Stage!（2015年、大島ユリエ）
- モンスター娘のいる日常オンライン（2015年、フラン、ハル、アルル、クエス、ファル）
- かんぱに☆ガールズ(2015年)
- マインクラフト:ストーリーモード シーズン2（2017年、ペトラ、他）
- WAR OF THE VISIONS ファイナルファンタジー ブレイブエクスヴィアス 幻影戦争（2020年、マリアル）
- ファイナルファンタジーXIV 暁月のフィナーレ(2021年、マッピングウェイ　2024年、ウクラマト)
- WILD HEARTS（2023年、ナツメ役）
- アーマード・コアVI ファイアーズオブルビコン（2023年、シンダー・カーラ役）

### 吹き替え

#### 担当女優
キム・ダミ
- The Witch 魔女（ク・ジャユン）
  - THE WITCH/魔女 -増殖-

- マリオネット 私が殺された日（ユ・ミナ）

リリー・ジェームズ
- 高慢と偏見とゾンビ（エリザベス・ベネット）
- ダウントン・アビー（ローズ・マクレア）
- 時の面影（ペギー・ピゴット）

ローラ・マラノ
- うわさのツインズ リブとマディ（ファンガス）
- オースティン&アリー（アリー・ドーソン）
- ガール・ミーツ・ワールド（アリー・ドートン）
- ジェシー!（アリー・ドートン）
- バッド・ヘア・デー（モニカ）

#### 映画
- アースフォール 地球壊滅（レイチェル〈デニース・トンツ〉）
- あなたを抱きしめる日まで（若き日のフィロミナ〈ソフィ・ケネディ・クラーク〉）
- ある天文学者の恋文（エイミー・ライアン〈オルガ・キュリレンコ〉）
- アンフレンデッド（ローラ・バーンズ〈ヘザー・ソッサマン〉）
- 古の儀式（クリスティーナ〈ブリジット・カリ・カナレス〉）
- イントゥ・ザ・ストーム（マデラン・スミス〈ロンドン・エリーゼ・ムーア〉）
- インフィニット 無限の記憶（ノーラ〈ソフィー・クックソン〉）
- ウィジャ ビギニング 〜呪い襲い殺す〜（リーナ・ザンダー〈アナリース・バッソ〉）
- エイミー、エイミー、エイミー! こじらせシングルライフの抜け出し方（キム・タウンセンド〈ブリー・ラーソン〉）
- エイリアン: コヴェナント（アップワース〈キャリー・ヘルナンデス〉）
- X-MEN:アポカリプス（ジュビリー〈ラナ・コンドル〉）
- エベレスト 3D（キャロライン・マッケンジー〈エリザベス・デビッキ〉）
- エンドレス・ラブ〜17歳の止められない純愛
- オデッセイ（マリッサ[8]）
- カーゴ
- カリフォルニア・ディストラクション（アリ〈グレイス・ヴァン・ディーン〉）
- キミの腕に愛を書く -レネーの物語-（レネー・ヨーイ〈カット・デニングス〉）
- 君の名前で僕を呼んで（マルシア〈エステール・ガレル〉）
- キリング・サラザール 沈黙の作戦（チャベズ〈マルティーア・アルジャン〉）
- キングスマン（ロキシー・モートン〈ソフィー・クックソン〉）
  - キングスマン:ゴールデン・サークル
- クロール -凶暴領域-（ヘイリー・ケラー〈カヤ・スコデラリオ〉）
- クロッシング・マインド 消えない銃声（エリサ・グリーン〈ライリー・キーオ〉）
- ゴッド・スピード・ユー!（ジュリア〈マチルダ・デ・アンジェリス〉）
- サイトレス（エレン〈マデライン・ペッチ〉）
- 西遊記〜はじまりのはじまり〜（妹弟子）
- サイレントヒル: リベレーション3D（生徒、警官、女）
- サスペリア (2018年)（サラ〈ミア・ゴス〉）
- ザ・ボーイ 〜人形少年の館〜（グレタ・エヴァンス〈ローレン・コーハン〉）
- ザ・マスター（エリザベス・ドッド〈アンビル・チルダーズ〉）
- シャーク・ナイト（ベス〈キャサリン・マクフィー〉）
- ジュラシック・ワールド（女友達[9]）
- 白い肌の異常な夜（ドリス〈ダーリーン・カー（英語版）〉）※イマジカBS版
- 好きだった君へのラブレター（クリスティーン〈マデリーン・アーサー〉）
  - 好きだった君へ: P.S.まだ大好きです
  - 好きだった君へ: これからもずっと大好き
- スティールワールド（アレクサンドラ）
- ストレージ24（シェリー）
- スノーホワイト
- スパイ・レジェンド（アリス・フルニエ〈オルガ・キュリレンコ〉[10]）
- ダービーのゴーストカウンセリング（カプリ〈アウリー・クラヴァロ〉）
- 奪命金（ジェニー）
- ダンプリン（マディ・ベイリオ〈ミリー・マイケルチャック〉）
- トゥルース・オア・デア 〜殺人ゲーム〜（オリヴィア〈ルーシー・ヘイル〉）
- ドライヴ（アイリーン〈キャリー・マリガン〉）※ソフト版
- ドラッグ・ウォー/毒戦（ベイ刑事〈クリスタル・ホアン〉）
- パーフェクト・ペアリング (サラ 〈ヴィクトリア・ジャスティス〉)
- パープル・ハート (キャシー〈ソフィア・カーソン〉）
- パッケージ: オレたちの"珍"騒動（ベッキー〈ジェラルディン・ヴィスワナサン〉）
- パレス・ダウン（ルイーズ〈ステイシー・マーティン〉）
- ビッグ・アイズ（デアン〈クリステン・リッター〉）
- 白夜行−白い闇の中を歩く（イ・ジア）
- ファイ 悪魔に育てられた少年（ソ・ユギュン〈ナム・ジヒョン〉）
- フィービー・イン・ワンダーランド（サリー）
- フィフティ・シェイズ・ダーカー（レイラ・ウィリアムズ〈ベラ・ヒースコート〉）
- +1［プラスワン］
- ブレイクアウト（エイヴリー・ミラー〈リアナ・リベラト〉）
- フローズン・アース（アンバー・ジョーンズ〈ベイリー・スプライ〉）
- 不屈の男 アンブロークン
- 別離（テルメー）
- ヘル・ディセント（シンクレア〈シャーロット・カーク〉）
- マーズ・オデッセイ（エリー〈アリアナ・アフサー〉）
- ラベンダー 妖精の歌（ジェーン〈アビー・コーニッシュ〉）
- マリオネット 私が殺された日（ハン・ソリン〈イ・ユヨン〉）
- マン・オブ・スティール（ラナ・ラング〈ジェイディン・グールド〉）
- ムービー43（ヴェロニカ〈エマ・ストーン〉）
- やがて哀しき復讐者（デイジー〈ジャニス・マン〉）
- Love, サイモン 17歳の告白（リア・バーク〈キャサリン・ラングフォード〉）
- リベンジ・スワップ（ギャビー〈タリア・ライダー〉）
- レクイエム 最後の銃弾（ウンウン）
- ロイヤル・ナイト 英国王女の秘密の外出（エリザベス王女〈サラ・ガドン〉）
- 6才のボクが、大人になるまで。（ミンディ・ウェルブロック）
- ワイルド・スピードシリーズ
  - ワイルド・スピード EURO MISSION
  - ワイルド・スピード SKY MISSION（スターター〈レヴィ・トラン〉[11]）
- ワンダー・ウーマンとマーストン教授の秘密（オリーブ・バーン〈ベラ・ヒースコート〉）

#### ドラマ
- アフェア 情事の行方（ホイットニー・ソロウェイ〈ジュリア・ゴルダニ・テレス〉）
- ウォーキング・デッド（マギー・グリーン〈ローレン・コーハン〉、エイミー〈エマ・ベル〉、ソフィア）
- 王女の男（ソエン）
- カントリー・コンフォート～家族の歌～（ベイリー〈キャサリン・マクフィー〉）
- ギークガール（ハリエット〈エミリー・キャリー〉）
- GOTHAM/ゴッサム（ライザ）
- コラテラル 真実の行方（キップ・グラスビー〈キャリー・マリガン〉）
- サイテー!ハイスクール（エマライン〈シドニー・スウィーニー〉）
- 殺人を無罪にする方法（キャサリン・ハプストール〈エイミー・オクダ〉）
- THE FIRM ザ・ファーム 法律事務所（クレア・マクディーア〈ナターシャ・カリス〉）
- シカゴ・メッド（サラ・リース〈レイチェル・ディピロ〉[12]）
- 宿敵 因縁のハットフィールド&マッコイ（アリフェア・Ｍ）
- 死霊のはらわた リターンズ（ルビー・ノウビー〈ルーシー・ローレス〉）
- 紳士の品格（イム・メアリ〈ユン・ジニ〉）
- スクリーム・クイーンズ
- チェスター動物園をつくろう（ミュリエル・モッターズヘッド〈アメリア・クラークソン〉）
- ティーン・ウルフ（英語版） (エリカ)
- ノーリミット（ローラ〈サラ・ブランナン〉）
- 馬医（淑徽王女〈キム・ソウン〉）
- パワーレンジャー SAMURAI（エミリー / イエローレンジャー〈ブリトニー・アニー・パータル〉）
  - パワーレンジャー SUPER SAMURAI
- FARGO/ファーゴ（グレタ・グリムリー〈ジョーイ・キング〉）
- ファッション王（シン・ジョンア〈ハン・ユイ〉）
- ファンタスティック5 情熱のパラアスリート（イザベラ〈キアラ・ルッソ〉）
- ホジュン〜伝説の心医（イ・ダヒ〈パク・ウンビン〉）
- マーベル インヒューマンズ（クリスタル〈イザベル・コーニッシュ〉）
- マキシマ オランダ・プリンセス物語
- またの名をグレイス（グレイス・マークス〈サラ・ガドン〉）
- 優しい男（カン・チョコ）
- ヤング・スーパーマン（10代の少女）
- ラスト・タイクーン（セリア・ブレイディ〈リリー・コリンズ〉）
- ワンス・アポン・ア・タイム（ムーラン〈ジェイミー・チャン〉）

#### アニメ
- 悪魔城ドラキュラ -キャッスルヴァニア-（サイファ・ヴェルナンデス[13]）
- アバター 伝説の少年アン（スキ）
- アルティメット・スパイダーマン（ダガー）
- オクトノーツと地上のミッション（パール）
- カーズ2
- キャプチャー・ザ・フラッグ 月への大冒険!（エイミー・ゴンザレス）
- シーラとプリンセス戦士（マーミスタ）
- すすめ!オクトノーツ（パール）
- スパイ in デンジャー（アイズ[14]）
- バード・ストーリー（ゾーイ）
- パシフィック・リム: 暗黒の大陸（メイ[15]）
- ロラックスおじさんの秘密の種

### ナレーション・ボイスオーバー
- ピットブル・レスキュー（マライア）
- 健康バラエティ ドクター・オズ・ショー
- 阿部敦の声優百貨店

### テレビ番組
- 声優探偵リドルハート（2013年、エンタ!371・PigooHD）

### ラジオ
- BE YOURSELF（2008年 - 2009年、文化放送） 5代目アシスタントパーソナリティー